# Юзеф Кароль Любомирський
Юзеф Кароль Любомирський гербу Шренява (1638 — 15 грудня 1702, Вісьніч) — польський військовик, державний діяч Речі Посполитої, меценат.

## Життєпис
Єдиний син Александера Міхала Любомирського та його дружини Гелени Теклі Оссолінської.
Учасник виправ на Молдавію 1686, 1691 років, Підгаєцької битви 1698 року. Посол сеймів 1685, 1690 років. Під час виборів короля після смерті Яна ІІІ разом з іншими представниками роду був противником гетьмана коронного Станіслава Яна Яблоновського.
1683 року став конюшим великим коронним. 29 травня 1692 — маршалком надвірним, 25 лютого 1702 — маршалком великим коронним.

## Власність
Володів значними маєтками, зокрема, 1/3 — в Малопольщі, 2/3 — Волинь, Україна, разом близько 1000 поселень. Мав прибутки з староств Сандомирського (отримав після батька 1677 ороку), Неполоміцького, Любомльського, Солецького, Заторського, Любачівського, Рицького (з 1688), Стенжицького. Вкладав гроші в будівництво, догляд за резиденціями в Любартові, Кіліянах, Барануві-Сандомирському. Віном дружини стала Острозька ординація.

## Сім'я, шлюб
Дружина — Теофіла Людвіка Заславська-Острозька, донька Владислава Домініка, вдова Димитра Єжи Вишневецького, дідичка Острозької ординації. Шлюб 7 липня 1637 року. Через розпусний спосіб життя в лютому 1696 року розлучилися. Діти:
- Александер Домінік Любомирський — Острозький ординат
- Тереза — дружина князя Карла Нойбурзького
- Маріанна — дружина князя Павла Карла Сангушка.
- Ян — помер немовлям.[8]